# Edward Bok Lewis
Edward Bok Lewis (Wilkes-Barre, EUA 1918 - Pasadena 2004) fou un biòleg, genetista i professor universitari estatunidenc guardonat amb el Premi Nobel de Medicina o Fisiologia l'any 1995.

## Biografia
Va néixer el 20 de maig de 1918 a la ciutat de Wilkes-Barre, població situada a l'estat nord-americà de Pennsilvània. Va estudiar biologia a la Unviersiatat de Minnesota, on es graduà el 1938. El 1942 aconseguí el doctorat a l'Institut Tecnològic de Califòrnia (Caltech) sota la supervisió d'Alfred Sturtevant i Thomas Hunt Morgan. Després de participar en la Segona Guerra Mundial com a meteoròleg el 1956 fou nomenat professor de biologia al Caltech.
Morí el 21 de juliol de 2004 a la ciutat de Pasadena, població de l'estat de Califòrnia.

## Recerca científica
Els seus treballs científics els desenvolupà, fonamentalment, en el camp de la genètica amb la descripció de la influència dels gens en el desenvolupament embrionari del fetus. Així mateix aconseguí, juntament amb Christiane Nüsslein-Volhard i Eric Wieschaus, identificar a la Drosophila melanogaster una sèrie de gens que determinen l'evolució dels diferents segments de l'animal i decideixen la seva conversióen organismes especialitzats.
L'any 1995 els tres científics foren guardonats amb el Premi Nobel de Medicina o Fisiologia per aquests treballs.